# UCoz
uCoz是一个具有内建内容管理系统的免费网页寄存服务。uCoz的CMS模块可以一起使用以建立一个功能全面的网站，也可以用于建立独立的网络购物平台、博客或网络论坛等。